# 千歳まち
千歳 まち（ちとせ まち、11月11日 - ）は、日本の女優、モデル、脚本家。東京都出身。U-8（ユーエイト）所属。

## 経歴
2017年、演劇ユニット・爆走おとな小学生の「すてきな三にんぐみ」で芸能界デビュー。
以降は舞台を中心に活動しており、主演のほかに脚本も手掛けている。
2024年、『仮面ライダーガヴ』にて、グロッタ・ストマック役でテレビドラマ初出演。本作が初のレギュラー出演となる。同年9月17日発売の『週刊プレイボーイ40・41合併号』でグラビアに初挑戦した。

## 人物
趣味はコスプレ、ゲーム。特技は自撮り。
ベビースターラーメンの焼きそば味や、新潟仕込みの薄いせんべいなど甘いよりもしょっぱいお菓子が好きであるという。

## 出演作品

### テレビドラマ
- 仮面ライダーガヴ 第2話 - （2024年9月8日 - 、テレビ朝日） - グロッタ・ストマック 役

### 映画
- 仮面ライダーガヴ お菓子の家の侵略者（2025年7月25日、東映） - グロッタ・ストマック 役[4]

### 舞台
※は脚本
- すてきな三にんぐみ（2017年）-アイリーン※
- 勇者セイヤンの物語（仮）（2017年） - 踊り子
- ヲトメ噺〜女学生見聞録鍵奇譚〜（2017年）
- Stray Sheep Paradise（2018年）
- とびらの向こう（2019年）
- ミュージカル「Dream Night」（2019年） - シシリー
- ノアノ箱（2020年）
- 永久二退屈ナ悪戯（2020年） - アヌビス
- オトギ噺・陰陽物語（2021年）-キュウビ※
- Readinglive・the・stage「西遊記」（2021年） - 三蔵法師
- また今日も私が生きている今があることを想う明日がある（2021年） - 姫
- 303 SEEOTHER「傍観する者」（2021年） - 池崎永
- 隠密お麟に出来ぬことなし。（2021年） - 麒一郎
- 地獄変をみせてやる。-人生失笑（疾走）篇-（2021年）
- ときめきステーショナリーズ「デッド・アンド・アライブ」（2022年） - 折鶴祈子
- 袴 DE☆アンビシャス!（2022年） - 雷宮慈リュウレ
- 熱海殺人事件〜ザ・ロンゲスト・スプリング〜/〜売春捜査官〜（2022年） - 水野朋子
- 斬／大江戸闇婦始末記（2022年）
- 法螺噺 アオイトリ（2022年）-母/ギャス※
- どうぞどうぞ、お先にどうぞ（2023年）-ミランダ/コウノトリ
- 蛇姫花伝（2023年）
- Tiny DREAM 〜夢の国エゲレス〜（2023年）
- 噂噺 怪奇超常探偵叢書（2023年）-鵺※
- Happy Spell（2024年） - レートナー
- Reduce:Reuse:Restart 〜静止した時を再び〜（2024年） - ビンロウジ・ニア
- 東京War:DS-黒と白のTRIGGER-（2024年） - マオ[5]
- 異説 東都電波塔 弐 〜 永遠なれ、星の樹（2024年） - 少尉
- 造り噺 ピグマリオン（2025年）-バルボラ※
- オムニバスコント「TOKYO NIGHT CRAB」（2025年）

### CM
- BBGame 「太陽の都」（2019年）
- パナソニック LUMIX S 24㎜ F1.8レンズ（2021年）
- サントリー ザ・プレミアム・モルツ 「みんなのご褒美会（年の瀬）篇」（2022年）
- ロート製薬 ラッシュリッチ（2023年）

### MV
- 浮遊信号 「そして檸檬は爆発する」（2020年） - 男子学生
- しゅーず 「EXPLORER」（2021年）
- Poison Pop Pepper 「手持ち花火」（2021年）

### オリジナルビデオ
- SWEET NIGHTMARE GAME ～おかしなゲーム大会～（2025年4月9日、東映ビデオ） - グロッタ・ストマック 役[6]

### 玩具
- 仮面ライダーガヴ DXミミックデバイザー（2025年5月22日）

## 書籍

### デジタル写真集
- クールビューティなヒール（2024年9月17日、集英社）[7]

## ディスコグラフィ

### キャラクターソング
| 発売日        | 商品名                                       | 歌                               | 楽曲              | 備考                                       |
| ------------- | -------------------------------------------- | -------------------------------- | ----------------- | ------------------------------------------ |
| 2025年4月29日 | 仮面ライダーガヴ キャラクターソングアルバム2 | グロッタ・ストマック（千歳まち） | 「One More Bite」 | 特撮テレビドラマ『仮面ライダーガヴ』関連曲 |